# Physaria hitchcockii
Physaria hitchcockii är en korsblommig växtart som först beskrevs av Philip Alexander Munz, och fick sitt nu gällande namn av O'kane och Al-shehbaz. Physaria hitchcockii ingår i släktet Physaria och familjen korsblommiga växter.

## Underarter
Arten delas in i följande underarter:
- P. h. confluens
- P. h. hitchcockii
- P. h. rubicundula